# 2×2 néha sok(k)
A 2×2 néha sok(k) (eredeti cím: Two of a Kind) 1998-1999 között futott amerikai televíziós szituációs komédia és ifjúsági sorozat, amelynek alkotói Howard Adler és Robert Griffard voltak. A forgatókönyvet Robert L. Boyett, Thomas L. Miller és Michael Warren írta, a filmsorozatot Gil Junger rendezte, a zenéjét Jesse Frederick és Bennett Salvay szerezte, a producerei Thomas L. Miller és Robert L. Boyett voltak, a főszerepeket Mary-Kate Olsen és Ashley Olsen játszották. Az Adler Productions, a Dualstar Productions és a Miller-Boyett-Warren Productions készítette, a Warner Bros. Television Distribution forgalmazta. Amerikában az ABC vetítette. Magyarországon először 2000-ben az RTL Klub, később a Cool TV és a Prizma TV sugározta.

## Ismertető
A két főszereplő, Mary-Kate Bruke és Ashley Bruke 12 éves ikerlányok. Apjuk Kevin Burke egyetemi professzorként rendkívül elfoglalt. A két félárva lányával él együtt. Mivel a felesége négy éve elhunyt, ezért nevelőnőt fogad. A lányok kamaszkorba lépése Carrie személyében egy fiatal nő érzelmi gondoskodását indokolja, akivel az ikrek bizalmasan megbeszélhetik a magánéletük alakulását.

## Szereplők

### Főszereplők
| Szereplő        | Színész            | Magyar hang     | Leírás |
| --------------- | ------------------ | --------------- | --- |
| Mary-Kate Burke | Mary-Kate Olsen    | Molnár Ilona    | Diszkalkuliás, szeret sportolni, kedveli a lovakat és a modellkedést. A fiúkat szintén. Van két barátja, akiknek neve Max és Brian. A matematikatanára Taylor Donovan. A piros a kedvenc színe. |
| Ashley Burke    | Ashley Olsen       | Mánya Zsófia    | Mary-Kate-nél jobban megy neki a matematika Érdeklődik a divat, a tánc, a sminkelés, a cheerleading, a modellkedés és a fiúk iránt. Ashleynek Taylor Donovan az első szerelme, aki Mary Kate-et korrepetálja matekból. Van egy barátnőja, akinek neve Jennifer Dilber. Kedvenc színe a zöld. |
| Kevin Burke     | Christopher Sieber | Selmeczi Roland | Mary-Kate és Ashley szigorú, de jóságos apukája, aki özvegy egyetemi professzor. (Jan felesége Mary-Kate és Ashley nyolc éves korában hunyt el.) Ügyesen játszik szaxofonon. Carrie és Eddie bátorítására ismét elkezd nőkkel ismerkedni. |
| Carrie Moore    | Sally Wheeler      | Orosz Anna      | Az ikrek jó humorérzékű, szabad szellemiségű bébiszittere és egyúttal Kevin 26 éves tanítványa. Magabiztossága és ambíciója gyakran őrületbe kergeti Kevint, ugyanakkor látja, hogy Carrie megfelelő anyai példakép az ikrek számára. Carrie több évre abbahagyta tanulmányait, hogy felfedezze a világot. Végül beköltözik a családi ház alagsorába, miután Kevin miatt véletlenül kilakoltatják a korábbi albérletéből. |
| Paul            | Ernie Grunwald     | Sótonyi Gábor   | Carrie egyetemi csoporttársa. Carrie-be szerelmes, de túl félénk ahhoz, hogy bevallja. Az egyik részben, egy késői éjjelen a professzor házában látja meg Carrie-t. Számítógépguru, szombatonként pedig pizzakihordóként dolgozik. |
| Brian           | Martin Spanjers    | Bíró Attila     | Az ikrek egyik barátja, aki velük jár az iskolában, és mindkettőjükkel flörtölni akar. Valójában Ashley-be szerelmes. |
| Max             | Orlando Brown      | Szvetlov Balázs | Az ikrek másik barátja, aki szintén velük jár az iskolába, és Brian-hez hasonló személyiségű. |

### Mellékszereplők
| Szereplő        | Színész             | Magyar hang      | Leírás |
| --------------- | ------------------- | ---------------- | --- |
| Taylor Donovan  | Jesse Soffer        | ?                | Az ikrek matematikatanára az iskolában. |
| Matt Burke      | David Lascher       | Bozsó Péter      | Kevin öccse, aki kissé felelőtlen, és az ikrek nagybácsikája. |
| Eddie Fairbanks | David Valcin        | Galbenisz Tomasz | Kevin gyermekkori legjobb barátja, egy nőcsábász elvált férfi és hivatásos vízvezeték-szerelő. Az ismerkedési próbálkozásai a nőkkel gyakran kudarcba fulladnak. Carrie-vel időnként konfliktusba kerülnek.           |
| Jennifer Dilber | Anastasia Emmons    | ?                | Ashley egyik barátnője, aki a 7. osztályban a legnépszerűbb lány. Ashley a népszerűsége növekedése céljából meghívja Jennifert egy pizsamapartira és abban a reményben, hogy egy asztalnál ülhetnek a menzai ebédnél. |
| Nicole          | Kimberly J. Brown   | ?                | Ashley másik barátnője, aki sok időt tölt vele. |
| Mrs. Baker      | Jean Speegle Howard | ?                | A Burke család idős szomszédja, aki Carrie felvétele előtt Mary-Kate és Ashley bébiszittere volt. Rance Howard mint Mr. Fillmore, a Burke család szomszédja, aki Mrs. Baker barátja lesz.                             |
| Mr. Filmore     | Rance Howard        | ?                | A Burke család szomszédja, aki Mrs. Baker barátja lesz. |

## Epizódok
1. Váltsuk le a bébicsőszt! (Putting Two 'N' Two Together)
2. Szerelmi sokszögek (Prelude to a Kiss)
3. A csók bajjal jár (The Tutor)
4. Siker és félsiker (First Crush)
5. Randiellenes bizottság (Breaking Them Up is Hard to Do)
6. A cél szentesíti az eszközt (Nightmare on Carrie's Street)
7. Egyszer hopp, másszor kopp (The Heartbreak Kid)
8. Riválisok kizárva (You've Got a Friend)
9. Született modell (Model Behavior)
10. Kukkolók (Peeping Twins)
11. Karácsonyi rumli (A Very Carrie Christmas)
12. Első bálozók (Let's Dance)
13. Örök harag (Split Decision)
14. Botcsinálta jegyesek (My Boyfriend's Back)
15. Ne szólj szám? (No Man's Land)
16. Alkalmi lakótárs (Carrie Moves In)
17. Minden lében Carrie (Mr. Right Under Your Nose)
18. Matt, a fekete bárány (Welcome Matt)
19. Furcsa pár (The Odd Couples)
20. Mentális szabadnap (When a Man Leaves a Woman)
21. Dobd a nőt, és fuss! (The Goodbye Girl)
22. Irány az őserdő (Kevin Burke's Day Off)